# Megbélyegezve: A McMartin-per
A Megbélyegezve: A McMartin-per (eredeti cím: Indictment: The McMartin Trial) 1995-ben bemutatott, igaz történeten alapuló amerikai televíziós filmdráma Mick Jackson rendezésében. Oliver Stone és Abby Mann vezető producerként működött közre, utóbbi a forgatókönyv megírásában is részt vett. A főbb szerepekben James Woods, Mercedes Ruehl, Lolita Davidovitch, Henry Thomas, Sada Thompson és Shirley Knight látható.
1995. május 20-án debütált az HBO-n. Kritikai sikert aratott, több Golden Globe- és Primetime Emmy-díjat megnyerve. 

## Cselekmény
A film egy nagy vihart kavart amerikai pert dolgoz fel: az 1980-as évek során a McMartin-család tagjait, akik egy óvodát üzemeltettek, a szülők több száz rendbeli gyermekmolesztálással, továbbá sátánista rituálék végrehajtásával vádolták meg. A hét éven át húzódó és 15 millió dollárba kerülő ügy az Egyesült Államok leghosszabb és legköltségesebb bűnügye lett. 1990-ben ejtették a vádakat.

## Szereplők
| Szerep            | Színész            | Magyar hang    | Magyar hang       |
| Szerep            | Színész            | 1. szinkron    | 2. szinkron       |
| ----------------- | ------------------ | -------------- | ----------------- |
| Danny Davis       | James Woods        | Barbinek Péter | Szakácsi Sándor   |
| Lael Rubin        | Mercedes Ruehl     |                | Kiss Mari         |
| Kee MacFarlane    | Lolita Davidovitch |                | Kovács Nóra       |
| Ray Buckey        | Henry Thomas       |                | Kaszás Gergő      |
| Virginia McMartin | Sada Thompson      |                | Nagy Anna         |
| Peggy Buckey      | Shirley Knight     |                | Földi Teri        |
| Peggy Ann Buckey  | Alison Elliott     |                | Huszárik Kata     |
| Judy Johnson      | Roberta Bassin     |                |                   |
| Wayne Satz        | Mark Blum          |                |                   |
| Ira Reiner        | Richard Bradford   |                |                   |
| Pounders bíró     | James Cromwell     |                | Dobránszky Zoltán |
| Christine Johnson | Chelsea Field      |                | Incze Ildikó      |
| George bíró       | Richard Portnow    |                |                   |

## Fogadtatás

### Fontosabb díjak és jelölések
| Év   | Díj                | Kategória                                                           | Jelölt                                               | Eredmény | Ref.  |
| ---- | ------------------ | ------------------------------------------------------------------- | ---------------------------------------------------- | -------- | ----- |
| 1995 | Primetime Emmy-díj | Legjobb televíziós film                                             | Oliver Stone, Janet Yang, Abby Mann és Diana Pokorny | Elnyerte | [ 4 ] |
| 1995 | Primetime Emmy-díj | Legjobb férfi mellékszereplő (minisorozat vagy különkiadás)         | James Woods                                          | Jelölve  | [ 4 ] |
| 1995 | Primetime Emmy-díj | Legjobb női mellékszereplő (minisorozat vagy különkiadás)           | Shirley Knight                                       | Elnyerte | [ 4 ] |
| 1995 | Primetime Emmy-díj | Legjobb női mellékszereplő (minisorozat vagy különkiadás)           | Sada Thompson                                        | Jelölve  | [ 4 ] |
| 1995 | Primetime Emmy-díj | Legjobb egyéni rendezői teljesítmény (minisorozat vagy különkiadás) | Mick Jackson                                         | Jelölve  | [ 4 ] |
| 1995 | Primetime Emmy-díj | Legjobb forgatókönyv (minisorozat vagy különkiadás)                 | Abby Mann és Myra Mann                               | Jelölve  | [ 4 ] |
| 1995 | Primetime Emmy-díj | Legjobb szereplőválogatás                                           | Mali Finn                                            | Jelölve  | [ 4 ] |
| 1995 | Primetime Emmy-díj | Legjobb egykamerás vágás (minisorozat vagy különkiadás)             | Richard A. Harris                                    | Elnyerte | [ 4 ] |
| 1996 | Golden Globe-díj   | Legjobb minisorozat, antológiasorozat vagy tévéfilm                 | –                                                    | Elnyerte | [ 6 ] |
| 1996 | Golden Globe-díj   | Legjobb férfi főszereplő (minisorozat vagy tévéfilm)                | James Woods                                          | Jelölve  | [ 6 ] |
| 1996 | Golden Globe-díj   | Legjobb férfi mellékszereplő (sorozat, minisorozat vagy tévéfilm)   | Henry Thomas                                         | Jelölve  | [ 6 ] |
| 1996 | Golden Globe-díj   | Legjobb női mellékszereplő (sorozat, minisorozat vagy tévéfilm)     | Shirley Knight                                       | Elnyerte | [ 6 ] |

## Fordítás
- Ez a szócikk részben vagy egészben  az   Indictment: The McMartin Trial című angol Wikipédia-szócikk ezen változatának fordításán alapul.  Az eredeti cikk szerkesztőit annak laptörténete sorolja fel. Ez a jelzés csupán a megfogalmazás eredetét és a szerzői jogokat jelzi, nem szolgál a cikkben szereplő információk forrásmegjelöléseként.